# Dichlaena lentisci
Dichlaena lentisci är en svampart som beskrevs av Mont. & Durieu 1849. Dichlaena lentisci ingår i släktet Dichlaena och familjen Trichocomaceae.   Inga underarter finns listade i Catalogue of Life.